# スクる!
『スクる!』は、NHK Eテレで放送されている、小学1 - 6年・中学を対象とする番組。
学校の勉強や友達付き合いなどで悩んだり、放課後に遊んでいる時に「もっと知りたい」と思ったりする人たちに、ぴったりの番組を紹介する番組である。
2025年度は編成されず、後継番組として『NHK for School通信』を月1回放送する。

## 登場キャラクター
出典：
DJえぬふぉ
声 - 村瀬歩
子ども達の声に耳を傾け、その思いを整理してくれる「聞き上手なお姉さん」。
すくがミ
声 - 村瀬歩
DJえぬふぉの相棒で、「NHK for Schoolワールド」の「神」。
ひなた
声 - 相川遥花
好奇心旺盛な性格の小学校高学年。
あおい
声 - 大鈴功起
引っ込み思案な性格の小学校中学年。

## 放送時間
- 2022年度[2]
  - 月曜 9:55 - 10:00
  - 水曜 16:25 - 16:30
  - 木曜 8:50 - 8:55
  - 金曜 16:40 - 16:45
  - 土曜 7:10 - 7:15
- 2023年度[1]
  - 月曜 9:55 - 10:00
  - 木曜 8:50 - 8:55、16:35 - 16:40
  - 金曜 17:30 - 17:35
- 2024年度
  - 月曜 9:55 - 10:00

## スタッフ
- テーマ音楽 - 空白ごっこ「スクる!のテーマ」[2]
- キャラクターデザイン - 一束[3]
- アニメーション - 平山亮、木下隼[1]

## 放送リスト
| 回 | サブタイトル                          | 初放送日       |
| -- | ------------------------------------- | -------------- |
| 1  | 国語「どうしたら伝わる!」             | 2022年 3月18日 |
| 2  | ともだちってたくさん必要!             | 3月26日        |
| 3  | カマキリの耳はどこ!                   | 3月28日        |
| 4  | 理科「どうして!と言われても…」        | 4月16日        |
| 5  | 算数「どうして分母をそろえるの!」     | 5月23日        |
| 6  | ウソの情報にだまされないためには!     | 5月30日        |
| 7  | 女の子らしさって!                     | 6月6日         |
| 8  | 社会・歴史「どうすれば覚えられる!」   | 7月4日         |
| 9  | 体育「さかあがり どうすればできる!」  | 7月11日        |
| 10 | 自由研究 何を作ればいいの!            | 8月22日        |
| 11 | みんなのおたよりスペシャル            | 9月5日         |
| 12 | 国語「言いたいことをまとめるには!」   | 9月12日        |
| 13 | 英語「外国人の先生に話しかけるには!」 | 9月26日        |
| 14 | 図工「絵をうまくかくには!」           | 10月3日        |
| 15 | 「なんで勉強するの!」                 | 10月24日       |
| 16 | 「自分の意見って!」                   | 10月31日       |
| 17 | 算数「時間の計算をするには!」         | 11月21日       |
| 18 | 総合「プログラミングはむずかしい!!」  | 12月12日       |
| 19 | 生活「学校で迷ったらどうしよう!」     | 2023年 1月16日 |
| 20 | 初めての人が苦手な子と話すには!       | 3月13日        |
| 21 | 社会「日本一周のぼうけんがしたい!」   | 4月3日         |
| 22 | 外国からきた!日本語がうまくなりたい   | 5月22日        |
| 23 | 体育「ブレイキンがおどりたい!」       | 6月5日         |
| 24 | 学校でケガをしないためには!           | 8月21日        |
| 25 | 生理って何であるの!!                  | 9月4日         |